# 9th Louisiana Infantry
Neuvième régiment d'infanterie de Louisiane
Le 9th Louisiana Infantry (neuvième régiment d'infanterie de Louisiane) est un régiment d'infanterie levé en Louisiane pour servir dans l'armée des États confédérés pendant la guerre de Sécession. Les tigres de Louisiane sont le sobriquet de certaines troupes d'infanterie de l'État de Louisiane dans l'armée des États confédérés pendant la guerre de Sécession. Initialement appliqué à une compagnie, le surnom est élargi à un bataillon, puis à une brigade, et, finalement, à l'ensemble des troupes de Louisiane au sein de l'armée de Virginie du Nord. Bien que la composition exacte des Tigres de Louisiane change au fil de la guerre, ils développent une réputation d'intrépidité, de  troupes d'assaut (de)  combattant âprement.

## L'origine des tigres de Louisiane

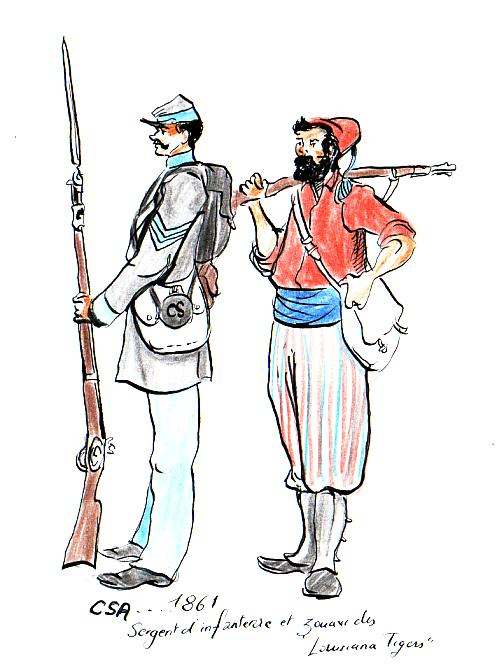
Sergent d'infanterie et zouave des Tigres.

L'origine de l'appellation vient des « fusiliers du Tigre », une compagnie volontaire levée dans la région de La Nouvelle-Orléans au sein du premier bataillon spécial d'infanterie de la Louisiane du commandant Chatham Roberdeau Wheat. Un grand nombre de ces hommes sont nés à l'étranger, en particulier ses Irlando-Américains, dont beaucoup venant des quais et des docks de la ville. Beaucoup d'hommes ont une expérience militaire antérieure dans des unités de la milice où en tant que flibustiers. Ils (et les régiments qui plus tard sont connus comme les tigres) sont organisés et formés au camp Moore.
À l'origine, la compagnie B des tigres de Wheat porte des uniformes distincts similaires aux zouaves français, avec des chapeaux de paille ou des fez en tissu rouge, un pantalon de style chasseur rayé bleu, et une veste courte bleu foncé avec un laçage rouge. Au fil du temps, ce costume est remplacé par des uniformes confédérés ou par des vêtements que les hommes peuvent acheter ou obtenir des civils. Dans les mois qui suivent son arrivée en Virginie du Nord, le bataillon entier de cinq compagnies de Wheat commence à être appelé les tigres de Louisiane. Le bataillon participe d'abord aux combats lors de la première bataille de Bull Run, où il maintient le flanc gauche sur Matthews Hill pendant plusieurs heures jusqu'à l'arrivée des renforts.
Au début de 1862, les tigres de Wheat sont affectés à la première brigade de Louisiane du brigadier général Richard Taylor dans l'armée de Stonewall Jackson. Ils participent, à la campagne de la vallée de 1862, jouant un rôle déterminant lors des victoires confédérés au cours des batailles de Front Royal, de Winchester, et de Port Republic.
À la fin du printemps, la force de Jackson est envoyée vers l'est pour participer à la campagne de la Péninsule. Après la mort de Wheat à la bataille de Gaines' Mill, son bataillon est fusionné avec le premier bataillon de zouaves de Louisiane (Coppens). L'unité combinée subit de lourdes pertes au cours de la campagne de Virginie septentrionale, et subséquemment lors de la campagne du Maryland, où son chef, le lieutenant-colonel Georges Augustus Gaston De Coppens, est tué. Le bataillon réduit est transféré dans l'armée de Virginie du Nord après la bataille de Fredericksburg. Il sert dans différents districts jusqu'à ce que finalement, il soit dissous en décembre 1864.

## Organisation
Parmi les compagnies du 9th Louisiana on trouve :
- Compagnie A « Screwmens Guard » - (garde de Screwmens) aussi connue comme « Moore Fencibles »[1](p137)
- Compagnie B « Stafford Guards » - (gardes de Stafford) aussi connue comme « Screwmens Guard »[1](p143)
- Compagnie C « Bienville Blues » - (bleus de Bienville)[1](p14)
- Compagnie D « Bossier Volunteers » - (volontaires de Bossier)[1](p17)
- Compagnie E  « Emerald Guards » - (gardes d'émeraude)[1](p48)
- Compagnie E « Miliken's Bend Guard » - (garde de Miliken's Bend)[1](p98)
- Compagnie F « De Soto Blues » - (bleus de De Soto)[1](p44)
- Compagnie G « Colyell Guards » - (gardes de Colyell)[1](p35)
- Compagnie I « Washington Rifles » - (fusiliers de Washington)[1](p161)
- Compagnie K « Jackson Grays » - (gris de Jackson)[1](p75)

## Brigade de Hays
D'ici là, le surnom des « tigres de Louisiane » est élargi pour englober l'ensemble de la brigade, commandée par le brigadier général Harry T. Hays à la suite de la promotion de Taylor et du transfert sur le théâtre occidental. Par la bataille de Fredericksburg à la fin de 1862, le brigade de Hays  est composée du 5th, 6th, 7th, 8th et 9th Louisiana, et fait partie de la division du major général Jubal A. Early.
Au cours de la campagne de Gettysburg de 1863, brigade de Hays joue un rôle crucial lors de la victoire confédérée de la seconde bataille de Winchester, prenant un fort clé et forçanr le retrait des troupes de l'Union sous les ordres du major général Robert H. Milroy. Au cours de l'invasion du sud de la Pennsylvanie, une grande partie de la population craint le vol et l'ivresse qui sont souvent associés avec le Louisianans hauts en couleur. Lors de la bataille de Gettysburg, brigade de Hays monte à l'assaut de East Cemetery Hill le deuxième jour, et s'empare de plusieurs pièces d'artillerie de l'Union avant de se retirer lorsque les unités de soutien n'ont pas avancé.
À l'automne de 1863, plus de la moitié de la brigade est capturée lors de la bataille de Rappahannock Station, et 1600 hommes sont envoyés dans des camps de prisonniers de guerre, de nombreux au fort Delaware. La plupart sont libérés sur parole, et plus tard, rejoignent les tigres. La brigade reconstituée combat lors de la campagne de l'Overland à la bataille de la Wilderness et la bataille de Spotsylvania Court House, où le général de Hays est grièvement blessé.

## Organisation finale
Au cours de la réorganisation qui suit de l'armée de Robert E. Lee à la fin du mois de mai, la brigade des tigres très réduite est consolidée avec la « brigade Pélican », officiellement connue comme la deuxième brigade de Louisiane, qui a aussi perdu son commandant, Leroy A. Stafford, un tigre de longue date. Zebulon York devient le nouveau commandant.
Le surnom de tigres vient englober l'ensemble des troupes d'infanterie de Louisiane qui combattent sous les ordres de Lee. Près de 12000 hommes servent à un moment ou à un autre dans les différents régiments qui sont destinés à faire partie des tigres de Louisiane. Le nom est parfois aussi utilisé pour d'autres troupes de Louisiane, y compris la batterie d'artillerie légère de Levi et la batterie de Maurin, mais c'est l'infanterie qui est le plus souvent associée avec le terme.
La brigade consolidée des tigres de York combat dans l'armée d'Early lors de la bataille de Monocacy et lors de plusieurs batailles dans la vallée de la Shenandoah. À la fin de 1864, les tigres retournent dans l'armée de Virginie du Nord, dans les tranchées autour de Petersburg, en Virginie. Au moment de la campagne d'Appomattox, de nombreux régiments sont réduits à moins de 100 hommes chacun, et le brigadier général William R. Peck devient le dernier commandant des tigres.

## Après guerre
À la suite de la guerre de Sécession, de nombreux anciens tigres rejoignent l'association de secours de la brigade de Hays, l'une des principales organisations sociale et politique de la Nouvelle-Orléans. Harry T. Hays, alors le shérif local, mobilise l'association au cours de l'émeute raciale de la Nouvelle-Orléans de 1866. Une compagnie des anciens tigres de Louisiane rejoint l'invasion des Fenians du Haut-Canada le 1er juin 1866, et combat la milice canadienne le jour suivant, à la bataille de Ridgeway.
Le surnom des « tigres » de Louisiane survit avec les équipes sportives de l'université d'État de Louisiane.